# ناتالیا گینزبورگ
ناتالیا گینزبورگ (به ایتالیایی: Natalia Ginzburg) (زاده ۱۴ ژوئیه ۱۹۱۶ در پالرمو – درگذشتهٔ ۷ اکتبر ۱۹۹۱ در رم) نویسندهٔ مشهور ایتالیایی بود که در آثارش به روابط خانوادگی، سیاست و فلسفه می‌پردازد. بسیاری از آثار گینزبورگ به فارسی ترجمه شده‌است.

## زندگی
ناتالیا گینزبورگ در پالرمو به دنیا آمد و بیشتر عمر خود را در تورین گذراند. نام خانوادگی او در اصل لِوی بود که پس از ازدواجش با لئونه گینزبورگ در سال ۱۹۳۸، نام خانوادگی شوهرش را به کار برد.
گینزبورگ در سال ۱۹۶۴ در فیلم انجیل به روایت متی اثر پیر پائولو پازولینی نقش ایفا کرد. او همچنین در سال ۱۹۸۳ به عنوان نماینده مستقل وارد مجلس ایتالیا شد.

## آثار
- دیروزهای ما (۱۹۵۲) ترجمهٔ منوچهر افسری
- والنتینو (۱۹۵۷) ترجمهٔ سمانه سادات افسری
- نجواهای شبانه (۱۹۶۱) ترجمهٔ فریده لاشایی
- چنین گذشت بر من (۱۹۴۷) ترجمهٔ حسین افشار
- فضیلت‌های ناچیز (۱۹۶۲) ترجمهٔ محسن ابراهیم
- الفبای خانواده (۱۹۶۳) ترجمهٔ فیروزه مهاجر
- میکله عزیز (۱۹۷۳) ترجمهٔ بهمن فرزانه
- شهر و خانه (۱۹۸۴) ترجمهٔ محسن ابراهیم
- هرگز از من نپرس (۱۹۷۰) ترجمهٔ آنتونیا شرکا
- جاده‌ای که به شهر می‌رود (۱۹۴۲)
- خانواده مانزونی (۱۹۸۳)
- زندگی خیالی (۱۹۷۴)
- برج قوس (۱۹۵۷)
- سه‌ره‌نا کروز (۱۹۹۰)